# جام پادشاهی عربستان ۲۲–۲۰۲۱
جام پادشاهی عربستان ۲۲–۲۰۲۱ چهل و هفتمین دوره جام پادشاهی عربستان بود که توسط فدراسیون فوتبال عربستان سعودی برگزار شد. تیم الفیصلی در این دوره مدافع عنوان قهرمانی بود. تیم الفیحا در این دوره برای اولین بار به مقام قهرمانی رسید.